# جزيرة باتو الشمالية
جزيرة باتو الشمالية وهي جزيرة من جزر إندونيسيا، وتتبع في إقليم كليمنتان الجنوبية في إندونيسيا.